# 董廷欽
董廷欽（16世紀—17世紀），字仲恭，福建福州府閩縣人，明朝政治人物。

## 生平
董廷欽是萬曆七年（1579年）己卯科福建鄉試第二十九名舉人，授金谿教諭，署理金谿、樂安、東鄉各縣事有賢聲，十七年（1589年）陞南京國子監博士，有監生姜某為鎮江富戶，被勳臣屢次覬覦所擁有而不得後被其誣告殺人，他向巡按御史辯白讓姜某獲釋，勳臣因此中傷他。十九年（1591年）出為欽州知州，到任後先了解人民疾苦，興建南平浮橋方便商人，招集流離復耕廢田，州民得以安居樂業，又設立社學，聘用教師教育州內子弟。欽州與安南接壤，有龍門港及黃土營皆為重地，他向朝廷請求恢復潿洲戰艦，招募壯丁戍守防備，安南人不敢侵犯，珠池流寇林茂餘黨為害海上，參將陳震討伐失敗，流寇進犯欽州，他揀選壯丁雜卒嚴密防禦，流寇得知有所防備而退卻。澌澟、羅浮、河洲、思勒四峒皆屬欽州，澌澟土官趙良臣少年有才略，麾下精兵六百多人，然而朝廷因故褫奪其職致使叛亂，他就推誠招撫，請恢復其官職，署為四峒長官，適逢安南莫氏遭部下所逐，兵臨欽州城下，他下令趙良臣驅逐對方，不久莫氏大勢已去，請求借居境內，他堅持不可接受，遣兵護送對方歸國。三年後報最陞韶州同知，百姓遮道挽留，他說：「我有何德政，煩苦我父老所為！」經海路離去，不用夫役，士民立碑紀念。
萬曆二十三年（1595年）董廷欽到任韶州同知，以地方多盜賊，在每里設立一堡，每堡設兵一隊，互相守望，若有賊不捕獲則罪連兩堡，流寇因此解散，又罷去正稅以外洽洗廠費資助軍需，不久署理肇慶府事，有海盜侵掠富人墳墓，掘其棺材或虜走其子弟勒索金錢，受害者不停申訟，兩廣總督派官軍追捕亦未能成功，他招募擅長潛水者手持巨鑿鑿沈其舟，擒拿盜寇斬殺，俘獲其部眾二百多人，境內肅然，總督大感驚奇，廷議陞任知府，卻因考察調去，其後改任思明同知，宦官遣使到思明索取寶物，並查核其土稅冊，土知府大感憂慮，他就命令軍民白衣露劍列道左右，使者害怕生亂而中止此事，再調潯州知府，因事連累謫岳州通判，遷靖江王府長史後告歸，不久去世。

## 引用
1. 1 2  民國《閩侯縣志·卷六十六·列傳四上　明閩縣》：董廷欽，字仲恭，萬厯己卯舉人，授金谿教諭，署金谿、樂安、東鄉諸縣事並著賢聲，擢南京國子博士，太學生姜某者，鎮江巨室也，勳臣某屢睨其所有而不得，乃誣以殺人，廷欽為白於巡按御史得釋，竟以此為勳臣所中，出為欽州知州，州民多遷徙，廷欽建平南浮橋以通商賈，招集流亡使耕廢坂，民始安業，州庠久為他郡占籍，州子弟不知書，廷欽使里立社學擇師教之，朔望令一至學宮習禮。州與交趾接壤，海有龍門港，陸有黃土營皆要害，廷欽請復潿洲戰艦，召募壯丁戍之，厲兵增壘以備要衝，交人不敢犯，珠池寇林茂餘黨肆掠海上，參將陳震討之敗績，寇進薄欽州，廷欽召村民簡壯丁雜卒伍嚴守禦，賊知有備乃退。澌澟、羅浮、河洲、思勒四峒皆州舊隸，而澌澟土官趙良臣少年有才略，麾下精卒六百餘人，守土者以細故褫其父職，遂各叛去，廷欽推誠招撫，請復良臣官，署為四峒長，會莫氏為下所逐，擁兵奄至城下，廷欽召良臣兵協所部兵驅之，既而莫氏勢窮載孥來歸，欲借居境內，廷欽力持不可，遣兵護之歸國。論功遷韶州同知，韶州多盜，廷欽令里立一堡，堡設兵一隊，周徼守望，如盜發弗捕罪連兩堡，盜遂解散，榷洽洗廠，居二日有巨商投牒正稅十而餘百之，詰其故，答曰：「正以還朝廷，餘則廠官費也。」廷欽請黜所餘以佐軍需，尋署肇慶府，事有巨盜駕艆䑼海上掠富人墳墓，掘其棺或掠其子弟勒贖，受害訟無虛日，督府遣官軍捕之不得，廷欽募善泅者伏水中，持巨鑿鑿沈其舟，禽其魁戮之，俘二百餘人，境內肅然，督府大奇之，議擢知府，以察典調去。久之再補思明同知，中貴遣使入郡索寶，且督其土稅冊，知府患之，廷欽命軍民白衣露刃列道左右，使者懼生亂遂寢，尋知潯州府，復坐累左遷岳州通判，再遷靖江王長史遂告歸，未幾卒。在廣西時，巡按御史嘗有意督過新寧、養利二知州，廷欽力陳其冤，二人謝，廷欽正色勗以後劾。
2. ↑  天啟《續南雍志·卷十一·職官表下》：六堂……萬曆博士……董廷欽，仲恭，福建閩縣舉人，萬曆十七年任
3. ↑  道光《欽州志》·卷八·宦蹟志：董廷欽，福建閩縣舉人，萬厯十九年以國子監博士出守欽州，甫下車諮訪民瘼，創興學校，設立義倉以備災祲，革攢造陋規，增黃土營兵，建平南浮橋，善政不能枚舉，三年報最陞韶州府同知，百姓遮留，廷欽曰：「吾何德政，煩苦我父老為也！」乃循海去，不用夫役，士民至今思之，立碑以誌不忘。 同上（舊志）